# Bukit Alim
Bukit Alim is een bestuurslaag in het regentschap Subulussalam van de provincie Atjeh, Indonesië. Bukit Alim telt 326 inwoners (volkstelling 2010).